# Een satyr rouwt om een nimf
Een satyr rouwt om een nimf is een olieverfschilderij op een houten paneel van de Florentijnse renaissanceschilder Piero di Cosimo. Het mythologisch tafereel werd rond 1500 geschilderd, waarschijnlijk als versiering voor een trouwkist. Het hangt in de National Gallery in Londen. Er bestaat twijfel omtrent het afgebeelde onderwerp. Soms wordt het werk De dood van Procris genoemd; de National Gallery houdt het op Een mythologisch onderwerp.

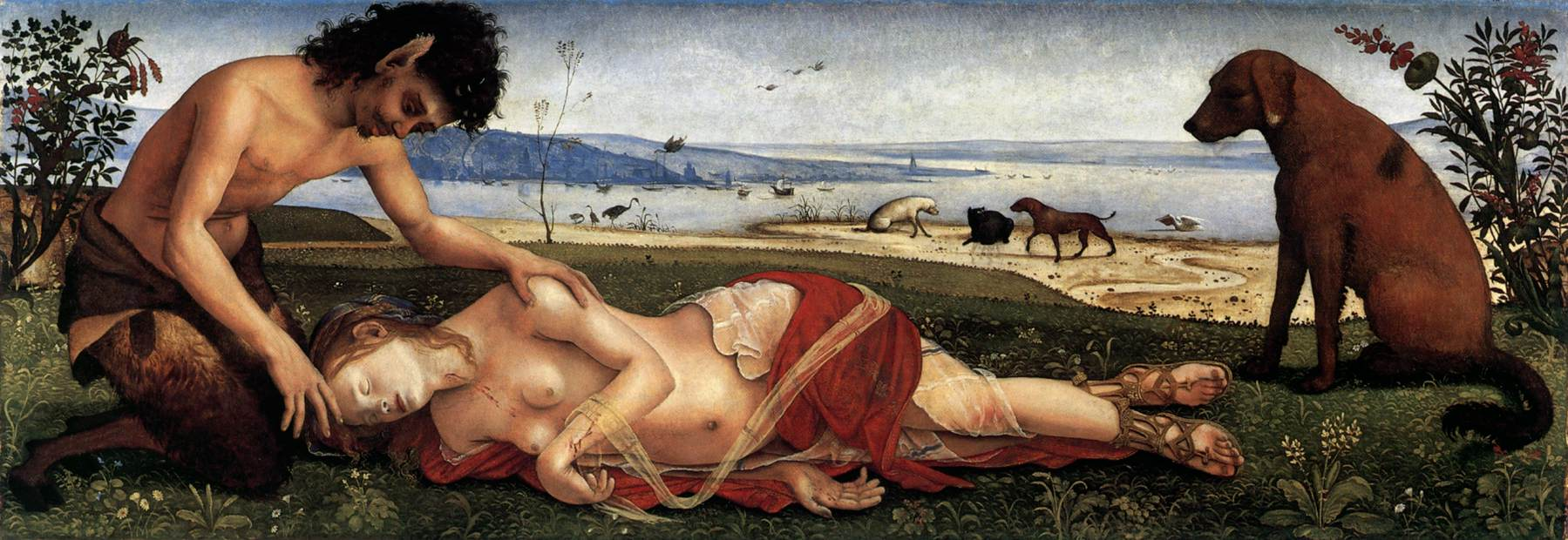

## Beschrijving
Het schilderij heeft een ongebruikelijk formaat (65 op 183 cm) en was waarschijnlijk bedoeld voor een cassone, een bruidskist. In het Florence van de 16e eeuw namen jonge bruiden van goede komaf hun uitzet mee in een beschilderde bruidskist. Het is bekend dat Piero di Cosimo bruidskisten beschilderde. Maar het is ook mogelijk dat schilderij bestemd was als muurversiering.
Het schilderij toont een jonge, bijna naakte vrouw die in het gras ligt terwijl ze bloedt aan verschillende wonden. Een sater buigt zich over haar heen. Een jachthond zit aan de voeten van de vrouw. Op een strand voor een meer in de achtergrond is diezelfde jachthond te zien bij twee andere honden. De achtergrond is blauw en wazig weergegeven.

## Interpretatie
De meeste kunsthistorici herkennen in het schilderij de dood van Procris, een scène uit de fabel De speer van Cephalus in de Metamorfosen van de Romeinse dichter Ovidius. De mythe handelt over ontrouw en jaloezie. Procris werd per ongeluk gedood tijdens de jacht door haar bruidegom Cephalus. De getoonde scène is dan waarschijnlijk geïnspireerd op het toneelstuk Cefalo van Niccolo da Correggio uit 1487. In dit toneelstuk komt een sater voor, die Procris misleidde over de vermeende ontrouw van haar bruidegom, terwijl dit niet het geval was in het werk van Ovidius. De jachthond is dan de hond Laelaps uit de fabel van Ovidius.

### Alchemie
Het schilderij wordt door sommigen ook gezien als het werk van een alchemist. Vasari verhaalde dat Cosimo Rosselli, de leermeester van Piero di Cosimo, aan alchemie deed. Mogelijk was de leerling ook geïnteresseerd in alchemie.
De jachthond wordt dan beschouwd, niet als Laelaps of een symbool van echtelijke trouw, maar als symbool van Hermes Trismegistus, de patroon van de alchemisten die wordt afgebeeld met een hondenkop. De zwarte en witte hond op de achtergrond stellen de vaste en de vluchtige staat voor, die de alchemisten de teef van Coracesium en de Armeense hond noemden.
De liggende vrouw, Eva, doorboord door de speer van Hermes, is een bekend beeld uit alchemistische geschriften. Uit haar groeit de arbor philosophica (filosofenboom). De jonge boom achter het lichaam van de vrouw op het schilderij zou hiernaar kunnen verwijzen. De kleuren van het kleed van de vrouw (rood en goud) zouden dan weer verwijzen naar de steen der wijzen.